# Ольховик (Вологодская область)
Ольховик — деревня в Бабаевском районе Вологодской области.
Входит в состав Сиучского сельского поселения, с точки зрения административно-территориального деления — в Сиучский сельсовет.
Расстояние по автодороге до районного центра Бабаево составляет 44 км, до центра муниципального образования деревни Заполье — 10 км. Ближайшие населённые пункты — Сиуч, Тимошкино. Рядом с деревней расположена одноимённая железнодорожная станция на участке Вологда — Санкт-Петербург.
Население по данным переписи 2002 года — 23 человека (12 мужчин, 11 женщин). Преобладающая национальность — русские (87 %).